# Колосюк, Владимир Петрович
Колосюк Владимир Петрович (род. 30 сентября 1932, Новые Веледники, Киевская область) — советский и украинский учёный в области горного дела, горный инженер-электромеханик, доктор технических наук (1983), профессор (1991).

## Биография
Родился 30 сентября 1932 года в селе Новые Веледники Овруцкого района (ныне в Житомирской области).
В 1955 году окончил Криворожский горнорудный институт по квалификации горного инженера-электрика.
В 1955—1962 годах работал механиком шахты № 7, главным электриком шахты № 1—2 «Донецкая-Комсомольская» треста «Чистяковантрацит».
В 1962—1973 годах — старший научный сотрудник, заведующий двумя научно-исследовательскими лабораториями МакНИИ.
В 1966 году защитил кандидатскую диссертацию.
В 1973—1997 годах — заместитель директора по научной работе МакНИИ.
В 1982 году защитил докторскую диссертацию.
Профессор кафедры менеджмента непроизводственной сферы Донецкого государственного университета управления.

## Научная деятельность
Автор более 350 научных работ и публикаций, 18 монографий, 11 учебников и учебных пособий, 7 справочно-нормативных изданий.

### Научные труды
- Техника сохранности при эксплуатации рудничных электроустановок / В. П. Колосюк. — М.: Недра. 1987. — 406 с.
- Эксплуатационные характеристики шахтных вод Донбасса / В. П. Колосюк, Л. А. Муфель, Н. А. Баркалова. — М.: ЦНИИ экономики и НТИ угольной промышленности 1990. — 19 с.
- Взрывобезопасность горного оборудования / В. П. Колосюк, С. А. Ихно. — 1994.

## Награды
- Премия Совета Министров СССР;
- Орден Трудового Красного Знамени;
- Заслуженный изобретатель Украины;
- Знак «Шахтёрская слава» 1—3-й степеней;
- Знак «Шахтёрская доблесть» 3-й степени;
- Медаль имени М. В. Ломоносова;
- Орден В. И. Вернадского «За заслуги в науке».